# آنری اوکیتا
آنری اوکیتا (ژاپنی: 沖田杏梨)(زادهٔ ۲۸ اکتبر ۱۹۸۶) بازیگر، خواننده، ترانه‌سرا و بازیگر پیشین فیلم‌های بزرگسال ژاپنی‌است که در انگلستان به‌دنیا آمده است.
اوکیتا بین سال‌های ۲۰۱۱ تا ۲۰۱۶ به‌عنوان یکی از آیدل‌های محبوب AV فعالیت داشت تا این‌که در مهٔ ۲۰۱۶ برای تمرکز بر فعالیت در رسانه‌های جریان اصلی، بازنشسته شد. اوکیتا از سال ۲۰۱۶ تا ۲۰۱۷ عضو گروه آیدل ابیسو ماسکاتس بود. در سال ۲۰۱۷، اوکیتا فعالیت خود را به‌عنوان هنرمند موسیقی مستقل آغاز کرد و آلبوم گوریلا را منتشر نمود. او همچنین در شماری از فیلم‌های جریان اصلی به زبان ژاپنی نقش‌آفرینی کرده است، از جمله جاه‌طلبی برهنه ۲ (۲۰۱۴)، کلاس ترور (۲۰۱۵)، اسکوپ! (۲۰۱۶) و سگ‌های الماسی (۲۰۱۷).

## سال‌های آغازین
اوکیتا در تاریخ ۲۸ اکتبر ۱۹۸۶ در بیرمنگام، انگلستان به دنیا آمد. اوکیتا در سن هشت‌سالگی همراه خانواده‌اش به ژاپن بازگشت. اوکیتا در دوران نوجوانی تماشای ویدئوهای بزرگسال (AV) را آغاز کرد و هنرمند مورد علاقه‌اش، آیدل ژاپنی-آلمانی سائوری هارا بود. اوکیتا در دوران دانشجویی در انگلستان در رشته هنر تحصیل می‌کرد، اما همزمان کار مدلینگ را نیز آغاز کرد و پیش از شروع فعالیت در ویدئوهای بزرگسال، تبدیل به یک آیدل گراوور شد.

## حرفه

### فعالیت در صنعت بزرگسالان (۲۰۱۱–۲۰۱۶)
اوکیتا وارد صنعت بزرگسالان در سال ۲۰۱۱ در سن ۲۴ سالگی شد. نخستین فیلم بزرگسالان او با عنوان ۱٬۰۰۰٬۰۰۰ ین بدنه بهترین همه – آنری اوکیتا در ۷ فوریه ۲۰۱۱ توسط استودیوی معروف استایل شماره ۱ اس ۱ منتشر شد. در دو سال بعد، اوکیتا به عنوان یک بازیگر انحصاری در S1 باقی ماند و در بیست فیلم بزرگسالان با این استودیو حضور یافت و به عنوان یک بازیگر جدید در صنعت AV به شهرت رسید. با ظاهری جذاب و اندامی فریبنده، محبوبیت اوکیتا از نیمه سال ۲۰۱۱ به سرعت در ژاپن و همچنین بازارهای آسیای جنوب شرقی افزایش یافت. در اواخر ۲۰۱۲، اوکیتا به عنوان یک ستاره محبوب فیلم بزرگسالان ژاپنی در بازارهای غربی مانند استرالیا و اروپا و حتی ایالات متحده شروع به ظهور کرد، پس از اینکه ده‌ها صحنه از او در وب‌سایت‌های بزرگ بزرگسالان مانند XVideos, XNXX و Pornhub بارگذاری شد. در ۲۰۱۳، محبوبیت اوکیتا در ایالات متحده و کانادا و همچنین اروپا انفجار کرد؛ او به سومین ستاره پورن آسیایی با بیشترین تماشای آنلاین تبدیل شد، پس از هیتومی تاناکا و یویی هاتانو. در ۲۰۱۱، اوکیتا به عنوان شماره ۱ تازه‌وارد از بازار آسیایی توسط پایگاه داده فیلم بزرگسالان اینترنتی انتخاب شد.

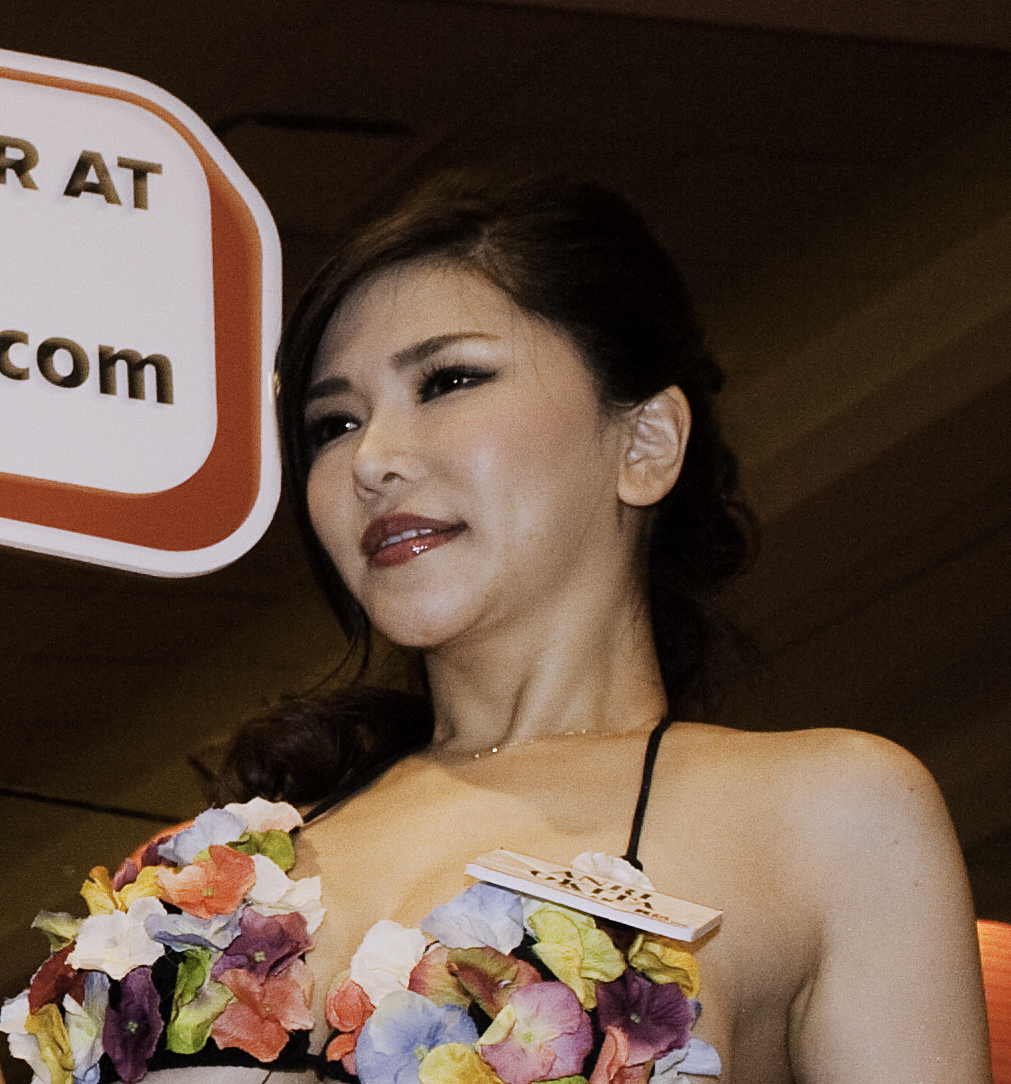
اوکیتا در سال ۲۰۱۶

در طول دوران حرفه‌ای خود، اوکیتا در نزدیک به ۳۰۰ فیلم (شامل آثار اصلی و تعدادی از مجموعه‌ها) حضور داشت.

### فعالیت اصلی (۲۰۱۷–تاکنون)
پس از بازنشستگی از صنعت فیلم بزرگسالان، اوکیتا همچنان در ژاپن محبوب باقی ماند، به‌ویژه در شبکه‌های اجتماعی و در میان جوانان. در سال ۲۰۱۱، زمانی که هنوز در صنعت بزرگسالان فعالیت می‌کرد، اوکیتا در یک قسمت از سریال تلویزیونی محبوب ژاپنی گارو: سرزمین ماکای حضور داشت. در سال ۲۰۱۶، اوکیتا به گروه محبوب پاپ راک ابیسو ماسکاتس پیوست و در نوامبر و دسامبر ۲۰۱۶ با گروه تور برگزار کرد. در میانه سال ۲۰۱۷، اوکیتا از گروه جدا شد تا حرفهٔ انفرادی خود را دنبال کند و آلبوم نخست خود با عنوان گوریلا را در اکتبر ۲۰۱۷ منتشر کرد. او همچنین در چندین فیلم اصلی مانند کمدی آرزوهای برهنه ۲ و تریلر اکشن سگ‌های الماس بازی کرده است.
در اواخر سال ۲۰۱۹، اوکیتا کانال یوتیوبی راه‌اندازی کرد که در آن ویدئوهایی از طراحی و نقاشی‌های خود را بارگذاری می‌کند. این کانال به‌طور ترکیبی به زبان‌های انگلیسی و ژاپنی ارائه می‌شود. تا ۱۵ فوریه ۲۰۲۴، این کانال ۵۳٬۷۰۰ مشترک و بیش از ۲٬۵۰۰٬۰۰۰ بازدید کلی داشت.
در سال ۲۰۲۱، اوکیتا درخواست کرد که آثار خود را به‌طور تدریجی از وب‌سایت‌های رسمی شرکت‌های مختلف فیلم بزرگسالان حذف کند. در ۲۸ اوت ۲۰۲۱، او در توییتر اعلام کرد که تمام آثارش از قفسه‌ها برداشته شده است.

## زندگی شخصی
در سال ۲۰۱۵، اوکیتا در برنامه تلویزیونی مارس‌تاک گفت: «من می‌خواهم یک دوست‌پسر چینی متعهد داشته باشم.» در دسامبر ۲۰۱۷، اوکیتا با یک تاجر ژاپنی ازدواج کرد. در اوایل سال ۲۰۱۸، این زوج اعلام کردند که قرار است یک دختر بچه به دنیا بیاورند. در ۳۰ آوریل ۲۰۱۸، او اعلام کرد که یک دختر سالم به دنیا آورده است.
اوکیتا دوست قدیمی هیتومی تاناکا، ستارهٔ آیدول فیلم بزرگسالان دیگر است.